# Bernard z Corleone
Bernard z Corleone, Filippo Latini (ur. 6 lutego 1605 w Corleone, zm. 12 stycznia 1667 w Palermo) – włoski duchowny katolicki, święty Kościoła katolickiego, zakonnik zakonu kapucynów.

Był synem szewca. W młodości nosił miano pierwszej szpady Sycylii. Mając 19 lat zranił w pojedynku najemnego mordercę i to wydarzenie wpłynęło na ukształtowanie się jego powołania. Wstąpił do zakonu Kapucynów w Caltanissetcie 13 grudnia 1631. W klasztorze był kucharzem lub pomocnikiem kucharza. Przebywał w domach zakonnych w Bisacquino, Bivonie, Castelvetrano, Burgio, Partinico, Agrigento, Chiusie, Caltabellotcie i przez 15 lat w Palermo. Zajmował się chorymi współbraćmi, oddawał się pokutom i umartwieniom. Jego modlitwą była prośba:
„Panie, niech ustanie Twój gniew! Okaż swoje miłosierdzie! Panie, błagam o tę łaskę, błagam!”
Zmarł w opinii świętości.